# گلادیاتور (فیلم ۲۰۰۰)
گلادیاتور (انگلیسی: Gladiator) فیلمی تاریخی حماسی محصول سال ۲۰۰۰ به کارگردانی ریدلی اسکات و نویسندگی دیوید فرانزونی، جان لوگان و ویلیام نیکلسون است. بازیگران آن شامل راسل کرو، واکین فینیکس، کانی نیلسن، الیور رید، درک جاکوبی، جایمن هانسو و ریچارد هریس می‌شوند. کرو نقش یک سردار رومی به‌نام ماکسیموس را ایفا می‌کند؛ پس از اینکه کومودوس پدرش، امپراتور مارکوس آئورلیوس را به قتل رساند و تاج‌وتخت را تصاحب کرد، ماکسیموس مورد خیانت قرار می‌گیرد. ماکسیموس به بردگی تقلیل می‌یابد و به یک گلادیاتور تبدیل می‌شود. او برای انتقام از قتل خانواده‌اش و امپراتور، در صحنه‌های مبارزه شرکت می‌کند به محبوبیت بالایی دست می‌یابد.
فیلم‌نامهٔ این فیلم که در ابتدا توسط فرانزونی نوشته شده بود، توسط دریم‌ورکس خریداری شد و اسکات برای کارگردانی فیلم قرارداد امضا کرد. مراحل تصویربرداری اصلی در ژانویهٔ ۱۹۹۹، قبل از تکمیل فیلم‌نامه آغاز شد و در مهٔ همان سال، با صحنه‌هایی از روم باستان که طی نوزده هفته در مالت فیلم‌برداری شده بود، به پایان رسید.
گلادیاتور در ۱ مهٔ ۲۰۰۰ در لس آنجلس به نمایش درآمد و در ۵ مهٔ همان سال در سینماهای ایالات متحده اکران شد. این فیلم عموماً نقدهای مثبتی از سوی منتقدان دریافت کرد و در زمینهٔ نقش‌آفرینی‌ها، کارگردانی، تصاویر بصری، فیلم‌نامه، سکانس‌های اکشن، موسیقی و عوامل تولید فیلم تحسین شد. این فیلم بیش از ۴۵۰ میلیون دلار در جهان فروخت و دومین فیلم پرفروش ۲۰۰۰ شد. گلادیاتور برندهٔ پنج جایزه اسکار در رشتهٔ بهترین فیلم، بهترین بازیگر مرد برای کرو،  بهترین طراحی لباس، بهترین صداگذاری و  بهترین جلوه‌های تصویری شد. در سال ۲۰۲۱، اسکات اعلام کرد که نگارش دنباله‌ای برای این فیلم آغاز شده است. این دنباله، با نام گلادیاتور ۲، در سال ۲۰۲۴ اکران شد.

## خلاصه داستان
ارتش روم به رهبری ژنرال ماکسیموس بر آخرین گروه بربرها غلبه می‌کند و روم را نجات می‌دهد. امپراتور مارکوس آئورلیوس در بستر مرگ، بدون توجه به پسر مکارش، کومودوس، از ماکسیموس می‌خواهد تا زمام امور را به‌دست گیرد و با تشکیل پارلمان، یک جمهوری مستقل پدید آورَد. کومودوس پدر را به قتل می‌رساند و دستور اعدام ماکسیموس و خانوادهٔ او را در اسپانیا صادر می‌کند. ماکسیموس از مرگ می‌گریزد، اما قادر به نجات خانواده‌اش نمی‌شود. یک تاجر برده او را اسیر می‌کند و به پراکسیمو می‌فروشد که کارش تعلیم گلادیاتور است. بدین ترتیب، ماکسیموس راز و رمز گلادیاتوری را می‌آموزد و لیاقت خود را ثابت می‌کند.
از طرفی، کومودوس پس از چند سال نبردهای گلادیاتوری را احیا می‌کند تا شاید محبوبیتی میان مردم کسب کند. بی‌توجهی کومودوس به امور مملکتی و تشکیل پارلمان، خشم سناتور گراکوس را برمی‌انگیزد و طبیعت خون‌خواه امپراتور، خواهرش لوسیلا را نیز سخت آشفته می‌کند؛ زیرا قرار است لوسیوس، پسر لوسیلا، پس از کومودوس به امپراتوری برسد.
ماکسیموس و سایر گلادیاتورها نبردهای موفقی را در روم انجام می‌دهند. کومودوس از اینکه او را زنده می‌یابد بسیار خشمگین می‌شود، اما هراس از برانگیختن نفرت مردم او را از صدور فرمان قتل ماکسیموس بازمی‌دارد. لوسیلا و گراکوس پنهانی با ماکسیموس قرارهایی برای رهبری ارتش و برپایی جمهوری می‌گذارند، اما کومودوس به نقشه پی می‌برد. در نتیجه، تنی چند از سناتورها را به قتل می‌رساند و گراکوس را بازداشت می‌کند. کومودوس تصمیم می‌گیرد تا در ملأ عام با ماکسیموس بجنگد و پیش از جنگ، در زندان او را با نیرنگ از ناحیه پهلو زخمی می‌کند تا کشتن او در روز نبرد برایش آسانتر باشد ولی در پایان این ماکسیموس است که او را به قتل می‌رسانَد و انتقام خانواده‌اش را از او می‌گیرد. ماکسیموس زخمی، پیش از مرگ قدرت را به گراکوس تفویض و چند گلادیاتور باقی‌مانده را آزاد می‌کند و پس از مرگ به اجداد و خانواده‌اش ملحق می‌شود.

## داستان
در سال ۱۸۰ میلادی، ژنرال رومی ماکسیموس دسییموس مریدیوس پس از پیروزی در نبرد با قبایل ژرمنی در نزدیکی ویندو‌بونا، قصد بازگشت به خانه را دارد. امپراتور مارکوس آورلیوس به او می‌گوید که فرزندش کومودوس صلاحیت حکومت را ندارد و می‌خواهد ماکسیموس به عنوان ولی‌عهد و نایب امپراتور جای او را بگیرد تا جمهوری روم بازسازی شود. اما کومودوس که از این تصمیم خشمگین است، پنهانی پدرش را به قتل می‌رساند.
کومودوس خود را امپراتور جدید اعلام می‌کند و از ماکسیموس می‌خواهد به او وفادار باشد، ولی ماکسیموس امتناع می‌کند. او توسط گاردهای پرايتوریان به فرماندهی کوینتوس دستگیر می‌شود و تهدید می‌گردد که خودش و خانواده‌اش کشته خواهند شد. ماکسیموس با کشته شدن نگهبانانش فرار می‌کند، اما زخمی به سمت خانه‌اش در تورگالیوم می‌رود و آنجا متوجه می‌شود که همسر و پسرش به قتل رسیده‌اند. او آنها را دفن می‌کند و از شدت جراحات بیهوش می‌شود.
ماکسیموس توسط گروهی برده‌فروش پیدا شده و به شهر زوکابار در ایالت ماوریتانیه فروخته می‌شود. او ناچار است به عنوان گلادیاتور در میدان‌های محلی بجنگد و مهارت‌های جنگی‌اش به او کمک می‌کند تا در مسابقات پیروز شود و محبوبیت کسب کند. لقب «اسپانیایی» به او داده می‌شود و با «جووبا» از کارتاژ و «هاگن» از جرمانیا دوست می‌شود.
در رم، کومودوس برنامه می‌ریزد تا جشن‌های گلادیاتوری ۱۵۰ روزه‌ای برگزار کند تا یاد پدرش را گرامی بدارد و حمایت مردم را جلب کند. در این میان، پروکسی‌مو، مربی گلادیاتورها و خود نیز سابقاً گلادیاتور آزادشده توسط مارکوس آورلیوس، به ماکسیموس توصیه می‌کند که برای آزادی باید «مردم را تسخیر کند».
ماکسیموس و همراهانش به رم می‌آیند و در کولوسئوم، او با نقاب به عنوان یک کارتاژین وارد میدان می‌شود. در نمایش نبرد زاما، غیرمنتظره پیروزی می‌آورد و توجه و تحسین مردم را جلب می‌کند. کومودوس و پسرخاله‌اش لوکیوس به کولوسئوم می‌آیند و هنگامی که ماکسیموس هویت خود را آشکار می‌کند و قصد انتقام دارد، مردم مانع کشتن او می‌شوند. آن شب، لوکیوس به دیدار ماکسیموس می‌آید و لوچیلا، خواهر کومودوس و عشق سابق ماکسیموس، به او سر می‌زند، اما او به او اعتماد ندارد و کمکش را رد می‌کند.
کومودوس ماکسیموس را در مسابقه‌ای با تگریس گلادیاتور شکست‌ناپذیر گال تقاضا می‌کند. با وجود حمله چند ببر به او، ماکسیموس پیروز می‌شود. با اصرار جمعیت، کومودوس به ماکسیموس دستور می‌دهد تا تگریس را بکشد، اما او جانش را می‌بخشد و لقب «ماکسیموس رحیم» به دست می‌آورد. کومودوس که خشمگین شده، با تهدید خانواده و دوستانش و تعقیب سناتورها، سعی در کنترل اوضاع دارد.
ماکسیموس متوجه می‌شود که لشکریان قدیمی‌اش هنوز به او وفادارند و با لوچیلا و سناتور گراخوس نقشه فرار از رم و پیوستن به لشکریان را می‌کشد تا کومودوس را سرنگون کنند و قدرت را به مجلس سنای روم بازگردانند. اما توطئه لو می‌رود، گراخوس دستگیر و کشته می‌شود و پس از حمله گاردها به قلعه گلادیاتورها، پروکسی‌مو و همراهانش قربانی می‌شوند تا ماکسیموس فرار کند. او در ملاقات با سیکرو دستگیر و سیکرو کشته می‌شود.
کومودوس برای جلب حمایت مردم، ماکسیموس را به مبارزه‌ای نهایی در کولوسئوم دعوت می‌کند و پیش از آن او را زخمی می‌کند. با وجود درد و جراحت، ماکسیموس در نبرد، کومودوس را شکست می‌دهد و با چاقوی پنهانی که کومودوس بیرون می‌آورد، او را به قتل می‌رساند. پیش از مرگ، ماکسیموس خواستار اصلاحات سیاسی، آزادی همراهان گلادیاتورش و بازگشت گراخوس به سنا می‌شود. او با تصور دیدار دوباره خانواده‌اش در جهان پس از مرگ، جان می‌دهد و دوستانش او را به عنوان «سرباز روم» به احترام حمل می‌کنند. آن شب، جووبا مجسمه‌های کوچک یادبود خانواده ماکسیموس را در محل مرگش دفن می‌کند.

## بازیگران
- راسل کرو در نقش ماکسیموس دسیموس مریدیوس
- واکین فینیکس در نقش کومودوس
- کانی نیلسن در نقش لوسیلا
- الیور رید در نقش آنتونیوس پروکسیمو
- درک جاکوبی در نقش سناتور گراچوس
- جایمن هانسو در نقش جوبا
- ریچارد هریس در نقش مارکوس آئورلیوس
- رالف مولر در نقش هاگن
- تامی فلاناگان در نقش سیسرو
- دیوید اسکوفیلد در نقش سناتور فالکو
- جان شاراپنل در نقش سناتور گایوس
- توماس آرانا در نقش ژنرال کوئینتوس
- اسپنسر تریت کلارک در نقش لوسیوس وروس
- دیوید همینگز در نقش کاسیوس
- اسون-اوله تورسن در نقش تایگرس از گال
- امید جلیلی در نقش تاجر برده
- جیانینا فاسیو در نقش همسر ماکسیموس
- جورجو کانتارینی در نقش پسر ماکسیموس
- آدام لوی[۹] در نقش افسر محکوم

## جوایز
- برنده جایزه اسکار بهترین فیلم
- برنده جایزه اسکار بهترین بازیگر نقش اول مرد
- برنده جایزه اسکار بهترین جلوه‌های تصویری
- برنده جایزه اسکار بهترین طراحی لباس
- برنده جایزه اسکار بهترین تدوین صدا
- برنده گلدن گلوب بهترین فیلم
- برنده بفتای بهترین فیلم
- برنده بفتای بهترین تدوین
- برنده بفتای بهترین فیلمبرداری
- برنده بفتای بهترین طراحی تولید